# Территориальная прелатура Кафайяте
Территориальная прелатура Кафайяте (лат. Praelatura Territorialis Cafayatensis) — территориальная прелатура Римско-Католической церкви с центром в городе Кафайяте, Аргентина. Территориальная прелатура Кафайяте входит в митрополию Сальты. Кафедральным собором территориальной прелатуры Кафайяте является церковь Пресвятой Девы Марии Розария.

## История
8 сентября 1969 года Римский папа Павел VI выпустил буллу «Praeclarissima exempla», которой учредил территориальную прелатуру Кафайяте, выделив её из архиепархий Тукумана, Сальты и епархии Катамарки.

## Ординарии территориальной прелатуры
- епископ Diego Gutiérrez Pedraza O.S.A. (10.10.1973 — 23.11.1990);
- епископ Cipriano García Fernández O.S.A. (28.05.1991 — 26.01.2007);
- епископ Mariano Moreno García O.S.A. (17.11.2007 — 10.02.2014, в отставке);
- епископ Demetrio Jiménez Sánchez-Mariscal, O.S.A. † (10.02.2014 — 23.10.2019, до смерти).

## Источник
- Annuario Pontificio, Libreria Editrice Vaticana, Città del Vaticano, 2003, ISBN 88-209-7422-3